# Pseudacoridium
Pseudacoridium es un género que tiene asignada dos especies de orquídeas, de la tribu Coelogyneae de la familia (Orchidaceae). 

## Hábitat
Son endémicas de Himalaya.

## Descripción
Especies trasladadas a Dendrochilum:
- Pseudacoridium anfractoides (Ames) Szlach. & Marg. 2001 - sin. Dendrochilum anfractum Pfitzer 1907
- Pseudacoridium anfractum (Ames) Szlach. & Marg. 2001 - Sin. Dendrochilum anfractum Pfitzer 1907
- Pseudacoridium cootesii (H.A.Pedersen) Szlach. & Marg 2001 - Sin. Dendrochilum cootesii H.A.Pedersen 1997.[2]

## Especies
| - Pseudacoridium exiguum - Pseudacoridium woodianum |